# Mannstaedt (Unternehmen)
Die Mannstaedt GmbH ist ein weltweit agierender Produzent von warmgewalzten Stahlprofilen. Seit 2006 gehört sie zur Georgsmarienhütte Unternehmensgruppe (GMH Gruppe) und hat ihren Hauptsitz in Troisdorf.
Das Unternehmen hat eine marktführende Position im Bereich von warmgewalzten Spezialprofilen.

## Geschichte
Die Geschichte von Mannstaedt geht auf zwei Unternehmen zurück: Die von Windgassen 1825 gegründete Friedrich-Wilhelms-Hütte zu Neuwindgassen im heutigen Troisdorfer Ortsteil Friedrich-Wilhelms-Hütte und die 1885 von Mannstaedt und Langen erworbene Walzwerk-Abteilung der Maschinenbau-Anstalt „Humboldt“ in Kalk.

### Friedrich-Wilhelms-Hütte (1824 – 1910)

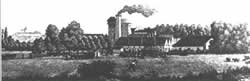
Friedrich-Wilhelms-Hütte (1853)

1824 erwarb Johann Wilhelm Windgassen (1779–1852) Schürfrechte an 141 Erzlagerstätten zwischen Wiedbach und Sieg. 1825 gründete er das Eisenhüttenunternehmen Friedrich-Wilhelms-Hütte zu Neuwindgassen und begann mit dem Bau der Betriebsanlagen an der Mündung der Agger in die Sieg. Einen Bauantrag stellte Windgassen jedoch erst 1833. In den Folgejahren weitete Windgassen seinen Betrieb weiter aus, 1838 gingen am Standort ein holzkohlegefeuerter Hochofen und eine Walzstraße in Betrieb. Errichtet wurden diese Anlagen mit Kapital des aus Frankfurt am Main stammenden Kaufmannes Johann Ludwig Peters, der ab spätestens 1838 zu 50 % am Unternehmen beteiligt war. 1840 gingen alle Firmenanteile auf Peters über. Kurz darauf geriet das Unternehmen in die Insolvenz, woraufhin die Betriebsanlagen stillgelegt wurden. 1843 wurde die Insolvenzmasse zwangsversteigert, wodurch das Hüttenwerk in den Besitz von Johann Jakob Langen (1794–1869) gelangte.
Langen stellte Julius Zintgraff ein und ließ 1844 den Hochofen und bis 1846 weitere Betriebsanlagen instand setzen. Für die Holzkohlefeuerung wurden die umliegenden Wälder gerodet und Meiler angelegt. Die Ertragslage war verlustreich. Allein im Geschäftsjahr 1846/48 wurde ein Verlust von 10.000 Talern verzeichnet. Zintgraff schied 1848 aus dem Unternehmen aus und wurde vom Ingenieur Emil Langen (24. Juni 1824 – 1. Oktober 1870), dem Sohn Johann Jakob Langens, abgelöst. Unter Emil Langens Leitung wurden eine Eisengießerei und eine Maschinenfabrik errichtet. Die Feuerung wurde 1850 von Holzkohle auf Koks umgestellt. Langens Fabrikation trug dazu bei, dass der Ruf von Roheisen, das mit Koks erblasen wurde, sich deutlich verbesserte.
1857 ging der Betrieb in der Aktiengesellschaft Sieg-Rheinischer Bergwerks- und Hütten-Verein auf, an dem die Familie Langen die Aktienmehrheit besaß. Emil Langen wurde zum Generaldirektor der Friedrich-Wilhelms-Hütte. In den 1860er-Jahren ließ er eine Schmalspureisenbahn errichten, um die Hütte mit Erz zu beliefern. 1868 trat Langen als Generaldirektor zurück; am 1. Oktober 1870 starb er bei der Explosion eines Hochofens.
Anfang der 1870er-Jahre wurde am Standort der dritte Hochofen in Betrieb genommen, bis 1876 wurde die Zahl der Beschäftigten jedoch mehr als halbiert. Am 29. Mai 1897 wurde schließlich als Rechtsnachfolgerin des Sieg-Rheinischer Bergwerks- und Hütten-Vereins die Sieg-Rheinische Hütten AG neugegründet. Sie geriet 1910 nach Flut- und Feuerschäden in die Insolvenz.

### Einstieg von Louis Mannstaedt in die Walzwerk-Abteilung der Maschinenbau-Anstalt „Humboldt“ (1878 – 1910)
Der Ingenieur Louis Mannstaedt (1839–1913) war ab 1878 Leiter der Walzwerk-Abteilung der Maschinenbauanstalt Humboldt in Köln-Kalk. Gemeinsam mit Eugen Langen erwarb er 1885 dieses Walzwerk und führte es als Kommanditgesellschaft unter der Firma L. Mannstaedt & Co. KG fort. Nach erfolgreicher Spezialisierung auf Profil- und Ziereisen wurde das Unternehmen 1897 zur Aufnahme zusätzlichen Kapitals in eine Aktiengesellschaft unter der Firma Façoneisen-Walzwerk L. Mannstaedt & Cie. AG umgewandelt.

### Verlagerung der Produktion und Übernahme (1911 – 1922)
Da das Werksgelände in Kalk keine räumliche Expansion mehr zuließ, erwarb das Unternehmen am 1. Mai 1911 die Sieg-Rheinische Hütten AG mit dem Standort Friedrich-Wilhelms-Hütte in Troisdorf. 1911 wurde die Produktion komplett von Kalk nach Troisdorf verlagert. Bis 1913 wurden in Troisdorf Um- und Erweiterungsbauten ausgeführt. Die 1912 errichtete, 72.000 m² große Walzwerkshalle ist noch heute Kernstück des Unternehmens. Für die Arbeiter, die das Unternehmen aus Kalk mitbrachte, entstanden drei Werkssiedlungen: Schwarze Kolonie, Rote Kolonie und Casino-Kolonie. Die Häuser mit rund 50 bis 90 m² Wohnfläche und Wasseranschluss galten Anfang des 20. Jahrhunderts als sehr modern. Ab 1913 firmierte das Unternehmen dann als Façon-Eisenwalzwerk L. Mannstaedt & Cie. Im selben Jahr starb Louis Mannstaedt; er hatte bereits im Vorjahr die Geschäftsführung seinen beiden Söhnen Karl und Ludwig Mannstaedt übergeben. Ende 1913 waren am Standort Troisdorf acht Walzstraßen in Betrieb und das Unternehmen hatte 3000 Beschäftigte. 1920 war die Zahl der Beschäftigten auf 4000 gestiegen.

### Auswirkungen der Weltkriege (1923 – 1945)
1923 war das Unternehmen vom Klöckner-Konzern übernommen und in Klöckner-Mannstaedt-Werke AG umbenannt worden. Der Klöckner-Konzern hatte im Ersten Weltkrieg sein Stammwerk in Kneuttlingen verloren. Bei Mannstaedt entstanden nach der Übernahme daraufhin 1924 ein neues Kaltwalzwerk und 1925 eine Eisenzieherei. Im Zweiten Weltkrieg war Mannstaedt ein Rüstungsunternehmen und setzte auch Zwangsarbeiter ein. Ab 1944 geriet das Unternehmen zunehmend in den Fokus der alliierten Kriegspläne. Am 24. Dezember 1944 bombardierten alliierte Bomber Friedrich-Wilhelms-Hütte; dem Angriff war ein Flugblattabwurf vorausgegangen.

### Vom Kriegsende bis zur Blütezeit (1945 – 1986)
Gegen Ende des Zweiten Weltkriegs wurden in der Zeit vom 9. März bis 12. April 1945 alle Werksanlagen erneut durch Luftangriffe beschädigt. Als die Front das Werksgelände erreichte, versuchten die Nationalsozialisten erfolglos das Werk zu sprengen, um eine Demontage zu verhindern; diese fand 1948 statt. Anschließend folgte eine Entflechtung des Konzerns. Dabei wurde die Klöckner-Mannstaedt AG wieder aktienrechtlich eigenständig, große Teile der Aktien verblieben jedoch bei der Klöckner-Werke AG. Die Produktion von Eisen wurde danach nicht wieder aufgenommen, sondern dieses fortan zugekauft. 1954 ging die Feinwalzstraße in Betrieb. Bis Anfang der 1960er-Jahre arbeiteten 4500 Mitarbeiter bei Mannstaedt, das seine monatliche Produktion von Stahlerzeugnissen bis 1964 auf 10.000 Tonnen erhöhen konnte. An das Walzwerk angegliedert waren ein Kaltwalzwerk, eine Faconzieherei und eine Kaltprofilerei. Die Werksfläche betrug 1964 etwa 650.000 m².

### Übernahmen und Schrumpfung (1986 – 2006)
1986 wurde das Unternehmen Teil der Klöckner Stahl GmbH, 1990 wurde es in eine GmbH umgewandelt und gehörte ab dem 1. September 1990 zu British Steel. Während der 1990er-Jahre schrieb das Unternehmen rote Zahlen und musste Stellen abbauen. Produktionssparten wurden sukzessive reduziert und die Zahl der Mitarbeiter wurde bis 1997 auf rund 1500 verringert. Nach der Fusion von British Steel mit Hoogovens zu Corus im Jahr 1999 firmierte das Unternehmen ab 1. Januar 2000 unter dem Namen Mannstaedt-Werke GmbH & Co. Bis 2001 wurde die Belegschaft auf 1050 Mitarbeiter verringert. In diesem Jahr verarbeitete das Unternehmen 147.000 Tonnen Stahl. Im Geschäftsjahr 2005 konnte Mannstaedt mit rund 700 Mitarbeitern erstmals wieder einen Gewinn verzeichnen. Seit 2006 ist die Mannstaedt GmbH ein Teil der Georgsmarienhütte Unternehmensgruppe (GMH Gruppe).

### Seit 2007
Durch Auftragseinbrüche in der Finanzkrise musste Mannstaedt 2008 etwa 200 Mitarbeiter entlassen. Bis 2012 konnte das Unternehmen seine Mitarbeiterzahl wieder auf rund 700 steigern. 2013 wurden etwa 173.000 Tonnen Stahl verarbeitet; 2021 waren es circa 184.000 Tonnen. In den 2010er-Jahren modernisierte Mannstaedt seine Produktion und führte umfassende Digitalisierungsmaßnahmen durch. Unter anderem wurden Roboter angeschafft, die bis zu 1000 kg schwere Stahlprofile stapeln können.

## Unternehmensstruktur
Geschäftsführer der Mannstaedt GmbH sind Sebastian Ahrens, Thomas Leven und Ingo Offermanns; Vorsitzender des Aufsichtsrats ist Mathias Hölscher (Stand 2025). Die Mannstaedt GmbH ist eine Tochtergesellschaft der Georgsmarienhütte Holding GmbH. Der Umsatz betrug im Jahr 2024 rund 270 Mio. Euro; das Unternehmen beschäftigte 2024 etwa 650 Vollzeitmitarbeiter und hatte 28 Auszubildende.

## Produkte
Mannstaedt stellt auf zwei Walzstraßen Spezialprofile aus Stahl her. Das Unternehmen walzt im schweren Bereich von 15–180 kg/m bis 400 mm Breite und 24 m Länge sowie im leichten Bereich von 2–35 kg/m bis 180 mm Breite und 18 m Länge. Zu den Produkten zählen zum Beispiel Profile für Scharniere, Hubschienen, Ankerschienen, Gabelträger, Schlagleisten und Stahlprofile wie Spundwandverbinder.

## Soziales Engagement
Mannstaedt kooperiert unter anderem mit Rhein Sieg Werkstätten, die von der gemeinnützigen Lebenshilfe Rhein Sieg e.V betrieben werden und als Förderwerkstatt gilt. Zudem spendet das Unternehmen regelmäßig für karitative Zwecke im lokalen Raum.